# Skipton Castle
Skipton Castle är ett slott i Storbritannien.   Det ligger i grevskapet North Yorkshire och riksdelen England, i den centrala delen av landet, 300 km norr om huvudstaden London. Skipton Castle ligger 123 meter över havet.
Terrängen runt Skipton Castle är kuperad åt sydost, men åt nordväst är den platt. Skipton Castle ligger nere i en dal. Runt Skipton Castle är det mycket tätbefolkat, med 1 135 invånare per kvadratkilometer. Närmaste större samhälle är Keighley, 12,8 km sydost om Skipton Castle. Trakten runt Skipton Castle består i huvudsak av gräsmarker.